# 절친 노트
《절친 노트》는 SBS에서 제작·방영한 예능 프로그램이다. 2년여 동안 두 번의 개편을 거쳐 시즌 1부터 시즌 3까지 이어간 프로그램으로서 2008년 10월 31일부터 2010년 5월 21일까지 매주 금요일 밤에 방영했다.
한편, 인신공격성 표현이나 비속어 및 반말이 사용됐다는 이유 때문에 방통심의위로부터 '경고' 조치를 받았다.

## 방송 시간
- 매주 금요일 밤 10시 55분(2008년 10월 31일 ~ 2009년 6월 12일)
- 매주 금요일 밤 9시 55분(2009년 6월 19일 ~ 2010년 5월 21일)

## 역사
2008년 7월 21일에 파일럿 프로그램으로 첫 선을 보였다. 당시 선보인 코너로는 〈만나 주세요〉와 〈절친 하우스〉였다. 〈만나 주세요〉의 주인공은 김구라와 문희준이었다. 방송 이후, 반응이 대체적으로 호평이었다. 그래서 2008년 10월 31일부터 정규 편성이 되었다. 시청률은 대체적으로 9-10%대인 중하인 시청률이지만, 정규 편성된 프로그램이자 2008년 7월 당시 같은 파일럿 프로그램이었던 《좋아서》와 《연애시대》가 폐지되었고, 그 3개의 프로그램들 중에서 유일하게 《절친 노트》만이 살아남았다. 2009년 6월 19일부터 부분적 개편을 맞아 프로그램명을 《절친 노트 II》라고 바꾸고 시간대를 금요일 밤 9시 55분대로 변경하였다. 또한 기존에 있던 〈절친 하우스〉코너를 폐지 및 김국진이 하차하고 이경규와 은지원이 합류 및 포맷을 스타와 절친들의 토크 포맷으로 변경하였다. 이로써 《절친 노트》는 2-3인 MC 체제에서 4인 MC 체제로 바뀌었다. 그 후, 2010년 5월 21일에 종영되었으며, 후속 프로그램으로 7월부터 《맛있는 초대》가 정규 편성되었다.

## 프로그램 구성

### 시즌 1
- 〈절친 하우스〉진행자: 김국진 (절친 하우스 주인), 김구라, 김동현 (부자 MC)
- 〈절친 일기〉진행자: 김구라, 문희준

#### 절친 하우스
대한민국 스타들의! 일촌맺기 프로젝트! 서로 친분이 없는 대한민국 스타들이 절친 하우스에 모였다! 성별도, 나이도, 직업도 모두 다른 스타들! 그들은 누가 오는지도 모른 채 절친 하우스에 모이게 되는데~ 리얼한 관찰을 통해 보여지는 대한민국 스타들의 진솔한 모습이 공개된다.

#### 절친 일기
과거 사건으로 관계가 소원해진 스타들! 본의 아니게 특별한 이미지로 굳어진 스타들! 사과를 받거나 용서를 구하고 싶은 스타들! 도저히 만날 수 없다고 생각했던 스타들의 만남이 이루어진다! 연예인 본인, 매니저, 스타일리스트, 제작진의 의뢰를 받은 특별한 사연 있는 스타들의 아주 특별한 만남!

### 시즌 2
- 진행 : 김구라, 문희준, 이경규, 은지원

실제 연예계 “절친”들이 출연해 지금까지 방송에서 하지 못했던 이야기를 솔직히 털어놓고, “절친”들만 알고 있었던 감동적인 사연들을 이야기하는데 스타부부쇼 자기야의 신설에 따라 시간대가 금요일 밤 9시 55분으로 바뀐 한편 제목도 변경됐다.

### 시즌 3
- 진행 : 박미선, 윤종신, 신정환

새로 개편한 첫 회(2010년 1월 1일)에서 기존 ‘절친’들을 출연시키는 프로그램 콘셉트와 맞지 않게 2010년 1월 4일 첫 회가 나간 자사 월화 미니시리즈 별을 따다줘(김지훈 최정원)(9시), 제중원(10시)의 주요 배우들을 대거 출연시켜 "드라마 홍보판으로 전락했다"는 지적을 샀다.

## 대체편성 및 결방
- 2008년 11월 14일 : SBS창사특집드라마 압록강은 흐른다 편성으로 대체되었다.
- 2009년 3월 6일 : 2009 ISU 쇼트트랙 중계방송으로 대체되었다.
- 2009년 5월 29일 : 노무현 전 대통령 서거로 결방되었다.
- 2009년 11월 6일 : 《대종상 영화제》방송으로 결방되었다.
- 2009년 11월 27일 : 《대통령과의 대화》방송으로 결방되었다.
- 2009년 12월 4일 : 피겨스케이팅 중계로 30분 늦게 방송되었다.
- 2010년 2월 12일 : 설특선 영화 국가대표로 대체되었다.
- 2010년 2월 26일 : 밴쿠버 2010 하이라이트 피겨 여자프리 하이라이트 방송으로 대체되었다.
- 2010년 4월 16일 : 천안함 희생자를 애도하는 의미로 결방되었다.
- 2010년 5월 7일 : sbs 희망tv 2부작 특집드라마 사랑의 기적으로 대체되었다.